# Myiopharus dubia
Myiopharus dubia là một loài ruồi trong họ Tachinidae.